# Norias del Paso Hondo
Norias del Paso Hondo es una localidad del estado mexicano de Aguascalientes. Es parte del municipio de Aguascalientes.

## Demografía
| Gráfica de evolución demográfica |
|                                  |

| Censo | Población |
| ----- | --------- |
| 1970  | 244       |
| 1980  | 218       |
| 1990  | 372       |
| 2000  | 975       |
| 2010  | 2 539     |
| 2020  | 3 362     |